# Гус, Йелле
Йелле Куиринус Гус (нидерл. Jelle Quirinus Goes; Хилверсюм, Нидерланды) — нидерландский футболист и тренер.
Как футболист выступал 10 лет за клуб низшего нидерландского дивизиона «СВ Хёйзен» из Хёйзена. С 1988 по 1992 годы играл за «ГВВ Венендал».
После окончания футбольной карьеры остался работать в венендальском клубе, который тренировал 3 года. В 1996—2001 годах Йелле Гус работал в Королевской ассоциации футбола Нидерландов, являлся ассистентом главного тренера юниорской сборной Голландии до 14 лет (1998 года рождения) и до 15 лет (1999 года рождения), в 1999 году руководил нидерландской командой на Кубке регионов УЕФА в возрастной категории до 23 лет. В 2000 году пришёл в качестве помощника Арно Пайперса в национальную сборную Эстонии. С 2 октября 2004 у Пайперса принял бразды правления сборной, где отработал до 29 июня 2007, заняв с национальной командой самое высокое 4-е место в отборе к ЧМ-2006. В августе 2008 года возглавил молодёжную команду московского «ЦСКА». В 2010 году перешёл на работу руководителя академии «ПСВ». В сентябре 2012 года заключил контракт с махачкалинским «Анжи» и с октября того же года возглавил футбольную академию клуба. В ноябре 2013 года покинул клуб из Дагестана.. Вскоре стало известно что Гус займёт пост технического директора футбольного союза Нидерландов.

## Награды
В феврале 2008 года президент Эстонии Тоомас Хендрик Ильвес наградил бывших тренеров национальной сборной Гуса и Пайперса орденом Креста земли Марии.